# Thomas II. (Breslau)
Thomas Zaremba († 15. März 1292) war als Thomas II. Bischof und Fürstbischof von Breslau.

## Herkunft und Werdegang
Thomas, dessen Vater der „Edle Boguslaus von Strehlen“ war, entstammte dem Geschlecht der Zaremba und war ein Neffe des Breslauer Bischofs Thomas I., dessen enger Mitarbeiter er war. Seit 1250 war er Domherr am Breslauer Dom und von 1264 bis 1268 Archidiakon von Oppeln.

## Fürstbischof von Breslau

Wappen des Breslauer Bischofs Thomas II.

Nach dem Tod des Administrators Wladislaw von Schlesien wurde Thomas 1270 vom Domkapitel zum Bischof von Breslau gewählt.
Seine Amtszeit war überschattet von Konflikten mit dem Breslauer Herzog Heinrich IV., der von Thomas die Übergabe von Ortschaften verlangte, die ohne herzogliche Genehmigung angelegt worden waren. Nachdem Heinrich 65 Dörfer gerichtlich zugesprochen worden waren, besetzte er sie und ließ aus den Pfarreien und Klöstern die Anhänger des Bischofs vertreiben. Thomas floh nach Ratibor und exkommunizierte den Herzog. Nach der 1288 erfolgten Aussöhnung stiftete Heinrich die Breslauer Kreuzkirche mit einem Stiftskapitel. Bischof Thomas stiftete gleichzeitig ein Kollegiatstift in Ratibor.
1290 bestätigte Herzog Heinrich dem Bischof die Landeshoheit über das neu geschaffene Fürstentum Neisse, wodurch Thomas und seine Nachfolger Fürstbischöfe wurden.
Am 12. Januar 1291 beurkundete Thomas, dass der Breslauer Domdekan Mileyus das zur Dekanatspfründe gehörende ungefähr 40 Hufen große Dorf Groß Mochbern bei Breslau dem Breslauer Bürger und Notar Arnold und dem Tilo von Banz zur Aussetzung zu Deutschem Recht verkauft hatte.
1274 nahm Thomas am Zweiten Konzil von Lyon teil und veranstaltete 1279 und 1290 Diözesansynoden. Er ließ ein Verzeichnis der bischöflichen Güter erstellen und das sächsische Landrecht ins Lateinische übersetzen.
Sein Sterbeort ist nicht bekannt; sein Leichnam wurde im Breslauer Dom bestattet.